# Liste der Waffensysteme der griechischen Luftstreitkräfte
Die griechischen Luftstreitkräfte sind eine Teilstreitkraft der griechischen Streitkräfte. Sie unterhalten etwa 200 Kampfflugzeuge der 3. Generation und etwa 140 Flugzeuge der 2. Generation. Das Rückgrat der Luftwaffe bilden die F-16- und die Mirage-2000-Kampfjets. Das Fluggerät ist in der Vergangenheit größtenteils aus den USA und Frankreich importiert worden. Ein Teil der Fotoaufklärer stammt aus dem Bundeswehrbestand Anfang der 1990er Jahre. Die griechische Luftwaffe unterhält die größte Luftlöschflotte in Europa.

## Fluggeräte

### Jagdbomber
- McDonnell-Douglas F-4E (AUP) 2000 „Phantom II“: Ende der 1990er-Jahre wurden in Zusammenarbeit mit EADS 35 Flugzeuge für etwa 500 Mio. Euro kampfwertgesteigert. Alle weiteren Phantom-Maschinen wurden ausgemustert.
- Lockheed-Martin F-16C/D Block30/50/52+: Insgesamt orderte die griechische Regierung 170 Einheiten vom Typ. Davon 40 Maschinen Block 30, 40 Maschinen Block 50 und 90 Maschinen Block 52+, die über zusätzliche integrierte Tanks verfügen.
- Mirage 2000-5/B-5/EG/BG: Insgesamt wurden 55 Maschinen des Typs bestellt. Davon sind 25 Maschinen die modifizierte Version -5/B-5.
- Dassault Rafale: 18 Stück; weitere 6 bestellt.[1]
- Ling-Temco-Vought A-7 Corsair: Die griechische Luftwaffe erhielt 65 neue und 68 Corsair aus dem Bestand der US Navy. Im Jahre 2014 wurden die letzten Maschinen ausgemustert.[2][3]

### Aufklärungsflugzeuge
- McDonnell-Douglas RF-4E „Phantom II“: Insgesamt wurden 30 Fotoaufklärer – davon 26 Stück aus dem Bestand der Bundeswehr – betrieben, alle außer Dienst.
- Lockheed P-3B „Orion“: Die griechische Luftwaffe erhielt 6 Flugzeuge des Typs aus dem Bestand der US Navy.

### Transportflugzeuge
- Lockheed C-130B/H „Hercules“
- Alenia C-27J „Spartan“
- Dornier Do-28D2
- Embraer ERJ-135LR
- Gulfstream V

### Luftfrühwarnsysteme
- Embraer EMB-145H „AEW&C“: Die griechische Luftwaffe besitzt 4 AEW&C Systeme, die den Namen „Erieye“ tragen.

### Drohnen
- Pegasus I und II: Die Drohne wurde in Griechenland entwickelt und produziert.

### Hubschrauber
- Eurocopter AS „Super Puma“
- AgustaWestland A.109E Power
- Agusta AB.205A „Huey“
- Bell 212 „Huey“

### Ausbildungsflugzeuge
- Cessna T-41D
- Beechcraft T-6A „Texan II“
- Rockwell T-2C/E „Buckeye“

### Löschflugzeuge
- Canadair CL-215
- Canadair CL-415GR
- Löschflugzeuge (G.164 und M-18)

## Waffen

### Luft-Luft-Lenkflugkörper (insgesamt 3836)
- (insgesamt 690 BVR-Raketen) – 240 AIM-120B, 150 AIM-120C-5/7, 100 MICA RF, 100 MICA IR, 100 MICA EM/IR, MBDA Meteor.
- (insgesamt 280 SARH-Raketen) – 80 Super 530D, 100 AIM-7E2, 100 AIM-7F
- (insgesamt 350 WVR-HOBS-Raketen) – 350 IRIS-T
- (insgesamt 1.516 WVR-all-aspect-Raketen) – 165 AIM-9M, 300 AIM-9L/I-1, 347 AIM-9L/1, 400 AIM-9J/I-1, 304 R.550 Magic 2
- (insgesamt 1.000 WVR-Raketen) – AIM-9P4

### Marschflugkörper
- 90 Scalp-EG

### Luft-Boden-Lenkflugkörper (insgesamt 1717)
- 136 ARM-Raketen vom Typ  AGM-88B HARM Block IIIA
- 39 ASM-Raketen (anti-Schiff) vom Typ  AM.39 Exocet Block 2
- 200 AGM-65G Maverick IIR, 284 AGM-65A/B
- 70 AFDS, 40  AGM-154 JSOW
- 900 AGM-114K HELLFIRE

### Bomben
- CBU-58/71
- 200 GBU-24 Paveway III, 1.164 Paveway I und II
- 523 BLU-107 Durandal
- M 117
- M 129
- Mk 20 Rockeye II
- Mk 36 DST
- Mk 81/82/83/84
- JDAM

## Flugabwehr
Die Luftraumüberwachung Griechenlands, mit den fest installierten Radars und den fliegenden Frühwarnsystemen, ist dem Luftwaffenkommando unterstellt, sowie eine Reihe von Flugabwehrraketensystemen.

### Flugabwehrsysteme
- MIM-104 Patriot PAC-3
- S-300PMU1
- Skyguard
- Crotale NG

### Radarsysteme
- MPDR-90E (DR-172)
- Super Giraffe
- AN/TPS-43
- AN/TPS-63
- Martello 743D
- Hughes HR-3000
- RAT31DL